# Trichaeta quadriplagata
Trichaeta quadriplagata är en fjärilsart som beskrevs av Pieter Cornelius Tobias Snellen 1895. Trichaeta quadriplagata ingår i släktet Trichaeta och familjen björnspinnare. Inga underarter finns listade i Catalogue of Life.